# Lissonota cracens
Lissonota cracens là một loài tò vò trong họ Ichneumonidae.